# Hughie Mack
Pour les articles homonymes, voir Mack.
Hughie Mack est un acteur américain du cinéma muet né en 1884.

## Filmographie
Source principale de la filmographie :
- 1910 : Davy Jones and Captain Bragg de George D. Baker (CM) :
- 1911 : Captain Barnacle's Courtship (CM) : Captain Bunce
- 1912 : Where Paths Meet de Edward LeSaint (CM) : (as H.S. Mack)
- 1912 : Captain Barnacle's Legacy de Van Dyke Brooke (CM) : Jack Bunce
- 1912 : Captain Barnacle's Waif de Van Dyke Brooke (CM) : Captain Bunce
- 1912 : As You Like It (en) de J. Stuart Blackton, Charles Kent et James Young : William (as Hugh McGowan)
- 1912 : The Godmother de Ralph Ince (CM) : Tubby
- 1912 : Captain Barnacle, Reformer de Van Dyke Brooke (CM) : Captain Bunce
- 1912 : The Model for St. John de James Young (CM) :
- 1912 : The Servant Problem; or, How Mr. Bullington Ran the House (CM) : Mr. Bullington
- 1912 : O'Hara, Squatter and Philosopher de Van Dyke Brooke (CM) : A Policeman
- 1912 : The Absent-Minded Valet de Frederick A. Thomson (CM) : Joe Price
- 1912 : The Curio Hunters de Ralph Ince (CM) : One of Bill's Companions
- 1912 : Planting the Spring Garden de William Humphrey (CM) : Mr. Citiman
- 1913 : Wild Beasts at Large de Frederick A. Thomson
- 1913 : O'Hara Helps Cupid de Van Dyke Brooke (CM) : Larry Doolan, a Policeman
- 1913 : Everybody's Doing It de Laurence Trimble (CM) :
- 1913 : How Fatty Made Good de Ralph Ince (CM) : Fatty (as Hughey Mack)
- 1913 : It Made Him Mad de James Young (CM) : John L. Sullivan, Boxer
- 1913 : Cutey and the Twins de James Young (CM) : The Twins' Father
- 1913 : A Trap to Catch a Burglar de Van Dyke Brooke (CM) : Joseph Miniver
- 1913 : Buttercups de Frederick A. Thomson (CM) :
- 1913 : The Man Higher Up de Frederick A. Thomson (CM) : Bill Mackay, a Detective
- 1913 : O'Hara's Godchild de Van Dyke Brooke (CM) :
- 1913 : The Dog House Builders de James Young (CM) :
- 1913 : Dick, the Dead Shot de Van Dyke Brooke (CM) :
- 1913 : Getting Up a Practice de Maurice Costello et William V. Ranous (CM) : One of the Doctor's Friends
- 1913 : Cutey and the Chorus Girls de James Young (CM) :
- 1913 : Wanted, a Strong Hand de Van Dyke Brooke (CM) : Mrs. Binks' Son
- 1913 : Sleuthing de Bert Angeles (CM) : A Policeman
- 1913 : O'Hara and the Youthful Prodigal de Van Dyke Brooke (CM) :
- 1913 : Two's Company, Three's a Crowd de Ralph Ince (CM) :
- 1913 : Omens and Oracles de Bert Angeles (CM) :
- 1913 : Two Souls with But a Single Thought; or, A Maid and Three Men de Bert Angeles (CM) : Second Elderly Bachelor
- 1913 : The Amateur Lion Tamer de Frederick A. Thomson (CM) : The Amateur Lion Tamer
- 1913 : A Lady and Her Maid de Bert Angeles (CM) :
- 1913 : If Dreams Came True; or, Who'd Have Thunk It? (CM) :
- 1913 : Three to One (CM) :
- 1913 : The Coming of Gretchen de Bert Angeles (CM) : Emil
- 1913 : No Sweets de Van Dyke Brooke (CM) : A Shop Clerk
- 1913 : One Over on Cutey de Van Dyke Brooke (CM) :
- 1913 : Roughing the Cub de Bert Angeles (CM) : Clarence Smuggles, Cub Reporter
- 1913 : A Millinery Bomb de Wilfrid North (CM) : First Policeman
- 1913 : O'Hara as a Guardian Angel de Van Dyke Brooke (CM) :
- 1913 : An Error in Kidnapping de Frederick A. Thomson (CM) : The Twins' Father
- 1913 : When the Press Speaks de George D. Baker (CM) :
- 1913 : Keeping Husbands Home de Bert Angeles (CM) :
- 1913 : Playing the Pipers de William Humphrey (CM) :
- 1913 : When Glasses Are Not Glasses de Van Dyke Brooke (CM) :
- 1913 : Which Way Did He Go? de George D. Baker (CM) :
- 1913 : John Tobin's Sweetheart de George D. Baker (CM) : John Tobin
- 1913 : Bunny for the Cause de Wilfrid North (CM) :
- 1913 : The Autocrat of Flapjack Junction de George D. Baker (CM) :
- 1913 : Cutey's Waterloo de James Lackaye (CM) :
- 1913 : Matrimonial Manoeuvres de Maurice Costello et Wilfrid North (CM) :
- 1913 : Fatty's Affair of Honor de Ralph Ince (CM) : Fatty
- 1913 : The Hoodoo Umbrella de Bert Angeles (CM) :
- 1913 : Flaming Hearts de George D. Baker (CM) : Bunny's Secretary
- 1913 : An Elopement at Home de Van Dyke Brooke (CM) :
- 1913 : The Ancient Order of Good Fellows (CM) : Jerry, a Policeman
- 1913 : The Honorable Algernon de Van Dyke Brooke (CM) :
- 1914 : Pickles, Art and Sauerkraut de James Young (CM) :
- 1914 : Scotland Forever de Harry Lambart (CM) :
- 1914 : How Burke and Burke Made Good de Harry Lambart (CM) :
- 1914 : Fatty on the Job de Ralph Ince (CM) : Fatty
- 1914 : The Hero de Frederick A. Thomson (CM) : The Hero
- 1914 : The Speeder's Revenge de Wilfrid North (CM) :
- 1914 : The Mystery of the Laughing Death de George Lessey (CM) :
- 1914 : Stage Struck de Ned Finley (CM) :
- 1914 : Cherry de James Young (CM) :
- 1914 : The Chicken Inspector de Wilfrid North et Wally Van (CM) :
- 1914 : The Adventure of the Counterfeit Money de Charles M. Seay (CM) :
- 1914 : The Adventure of the Rival Undertakers de Lee Beggs (CM) :
- 1914 : Too Many Husbands de Sidney Drew (CM) :
- 1914 : The Widow of Red Rock de Wally Van (CM) :
- 1914 : Our Fairy Play de Lee Beggs (CM) : Bud - the Judge's Son
- 1914 : Mr. Bingle's Melodrama de George D. Baker (CM) : A Villain
- 1914 : The New Stenographer de Wilfrid North (CM) : Mr. Robinson
- 1914 : The Lost Cord de Wilfrid North (CM) :
- 1914 : The Win(k)some Widow de Edmond F. Stratton : Hughie's, the star's manager
- 1914 : The Band Leader de Edmond F. Stratton (CM) : A Rich Baker
- 1914 : Fatty's Sweetheart de Ralph Ince (CM) : Fatty
- 1914 : The Girl in the Case de Maurice Costello et Robert Gaillard (CM) :
- 1914 : Mary Jane Entertains de George D. Baker (CM) : Percy - Mary Jane's Son
- 1914 : C.O.D. de Tefft Johnson : C.O. Drudge
- 1914 : Sweeney's Christmas Bird de George D. Baker (CM) : Sweeney
- 1915 : Bringing Up Father de Larry Semon : Jiggs
- 1915 : The Smoking Out of Bella Butts de George D. Baker (CM) :
- 1915 : War de George D. Baker (CM) :
- 1915 : A Man of Parts de Wally Van (CM) :
- 1915 : Jane Was Worth It de George D. Baker (CM) : Hughie
- 1915 : Fair, Fat and Saucy (CM) : Jerry - the Cook
- 1915 : Victor's at Seven de C.J. Williams (CM) : Hughey White
- 1915 : The Highwayman de Wally Van (CM) :
- 1915 : A Pair of Queens de George D. Baker (CM) :
- 1915 : Some Duel de George D. Baker (CM) :
- 1915 : Pat Hogan, Deceased de George D. Baker (CM) :
- 1915 : Heavy Villains de George D. Baker (CM) :
- 1915 : A Queen for an Hour de George D. Baker (CM) :
- 1915 : The Dust of Egypt de George D. Baker : Bilings
- 1915 : Itsky, the Inventor de C.J. Williams (CM) :
- 1915 : The Sultan of Zulon de Wally Van (CM) :
- 1915 : Hats Is Hats de Wally Van (CM) :
- 1915 : Count 'Em de Ralph Ince (CM) :
- 1915 : A Price for Folly de George D. Baker
- 1916 : When Hooligan and Dooligan Ran for Mayor de Wally Van (CM) :
- 1916 : A Night Out de George D. Baker : Jeff Dorgan
- 1916 : Hughey, the Process Server de Wally Van (CM) :
- 1916 : Tubby Turns the Tables de Larry Semon (CM) : Tubby
- 1916 : Terry's Tea Party de Larry Semon (CM) : The Son
- 1916 : Out Ag'in, in Ag'in de Larry Semon (CM) : Tubby
- 1916 : More Money Than Manners de Larry Semon (CM) : Hector McMush
- 1916 : The Battler de Larry Semon (CM) : The Battler
- 1916 : Losing Weight de Larry Semon (CM) : Hughey
- 1916 : The Man from Egypt de Larry Semon (CM) : Hughey
- 1916 : A Jealous Guy de Larry Semon (CM) : Hughey Hunk
- 1916 : Romance and Roughhouse de Larry Semon (CM) : Hefty Hughie
- 1916 : There and Back de Larry Semon (CM) : Hughie Homer
- 1916 : A Villainous Villain de Larry Semon (CM) : Sherlock Oomph, Detective
- 1916 : Love and Loot de Larry Semon (CM) : The Hero
- 1916 : Sand, Scamps and Strategy de Larry Semon (CM) : Percy Pickles
- 1916 : She Who Last Laughs de Larry Semon (CM) : Spencer Spunk
- 1916 : Walls and Wallops de Larry Semon (CM) : Police Sergeant
- 1916 : Jumps and Jealousy de Larry Semon (CM) : The Masher
- 1916 : His Conscious Conscience de Larry Semon (CM) : Hughey Mc Turbs
- 1916 : Hash and Havoc de Larry Semon (CM) : The Chef
- 1916 : Rah! Rah! Rah! de Larry Semon (CM) : Our Brave Hero
- 1916 : Help! Help! Help! de Larry Semon (CM) : Life Saver
- 1916 : Shanks and Chivalry de Larry Semon (CM) : Ye Lover
- 1917 : Speed and Spunk de Larry Semon (CM) : The Bachelor
- 1917 : Fat and Foolish (CM) :
- 1917 : Bullies and Bullets de Larry Semon (CM) : Him
- 1917 : Jolts and Jewelry de Larry Semon (CM) : Bunco Charley
- 1917 : Big Bluffs and Bowling Balls de Larry Semon (CM) : A Bluff
- 1917 : Somewhere in Any Place de Larry Semon (CM) : Captain S. Service
- 1917 : Rips and Rushes de Larry Semon (CM) : Vernon Rastle
- 1917 : He Never Touched Me de Larry Semon (CM) : A Week (!) -Kneed Husband
- 1917 : Cops and Cussedness de Larry Semon (CM) : The Pride of the Force
- 1917 : Masks and Mishaps de Larry Semon (CM) :
- 1917 : Chinks and Chases (CM) :
- 1917 : Heavy Hugs and Hula-Hula (CM) :
- 1917 : Gall and Gasoline de Larry Semon (CM) :
- 1917 : Jeers and Jailbirds (CM) :
- 1917 : Hula, Hula Hughie de James D. Davis (CM) :
- 1917 : Les Déboires de Philomène (Are Waitresses Safe?) de Hampton Del Ruth et Victor Heerman (CM) : figuration (non crédité)
- 1918 : The Torpedo Pirates  de Noel M. Smith (CM) :
- 1918 : Barbarous Plots de James D. Davis (CM) :
- 1918 : Pearls and Girls de James D. Davis (CM) :
- 1918 : A Flyer in Folly de Robert P. Kerr (CM) :
- 1918 : Cooks and Crooks de James D. Davis (CM) :
- 1918 : Sherlock Ambrose de Walter S. Fredericks (CM) :
- 1918 : Gowns and Girls de James D. Davis (CM) :
- 1918 : Saved from a Vamp (CM) :
- 1918 : A Rural Riot de James D. Davis (CM) :
- 1918 : Her Movie Madness de Robert P. Kerr (CM) :
- 1918 : Pretty Babies de James D. Davis (CM) :
- 1918 : Her Unmarried Life de John G. Blystone (CM) :
- 1918 : Choo Choo Love de John G. Blystone (CM) :
- 1918 : The Geaser of Berlin de Arthur Hotaling (CM) : Buxom Baker
- 1918 : Bawled Out de James D. Davis (CM) :
- 1918 : Cupid vs. Art de Vin Moore (CM) :
- 1918 : The Cabbage Queen (CM) :
- 1918 : The Village Chestnut de Raymond Griffith et Walter Wright (CM) : Policeman
- 1919 : Cupid's Day Off de Edward F. Cline (CM) :
- 1919 : Rip & Stitch: Tailors de Malcolm St. Clair et William Watson (CM) : An unusual husband
- 1919 : Behind the Front (CM) :
- 1919 : In Bad All Around de William Watson (CM) :
- 1919 : All Jazzed Up de William Watson (CM) :
- 1919 : The Dentist de F. Richard Jones (CM) :
- 1919 : Charlie, the Hero de Alfred J. Goulding (CM) :
- 1919 : Back to the Kitchen de Joseph Belmont et Reggie Morris (CM) :
- 1920 : Seeing It Through de Claude Mitchell : Mr. Tweeney
- 1920 : An Elephant on His Hands (CM) : Jonah Whale
- 1920 : An Arabian Nightmare (CM) :
- 1920 : Any Old Port de Alfred J. Goulding (CM) :
- 1920 : Call a Taxi de Charley Chase (CM) :
- 1920 : Money to Burn de Fred C. Newmeyer (CM) :
- 1920 : Go As You Please de Alfred J. Goulding (CM) :
- 1920 : Cash Customers de Alfred J. Goulding (CM) :
- 1921 : Whirl o' the West de Nicholas T. Barrows (CM) :
- 1921 : Open Another Bottle de Alfred J. Goulding (CM) :
- 1921 : Make It Snappy de Hal Roach (CM) :
- 1921 : Fellow Romans (CM) :
- 1921 : Rush Orders de Charley Chase (CM) :
- 1922 : Le Suprême Rendez-vous (Trifling Women) de Rex Ingram : Père Alphonse Bidondeau
- 1923 : Le Roi de l'air (Going Up) de Lloyd Ingraham : Sam Robinson
- 1923 : Reno, la ville du divorce (Reno) de Rupert Hughes : Juge de Paix
- 1924 : The Riddle Rider de William James Craft : Willie
- 1924 : Les rapaces (Greed) de Erich von Stroheim : Mr. Heise (uncredited)
- 1925 : A Woman's Faith de Edward Laemmle : François
- 1925 : La veuve joyeuse (The Merry Widow) de Erich von Stroheim : Aubergiste (non crédité)
- 1926 : Mare Nostrum de Rex Ingram : Caragol (prologue)
- 1926 : The Silent Flyer de William James Craft : Fat Sidekick
- 1927 : The Arizona Whirlwind (en) de William James Craft : Gonzales
- 1927 : Where Trails Begin de Noel M. Smith : 'Heftie' McNutt
- 1928 : Les quatre fils (Four Sons) de John Ford : Aubergiste (non crédité)
- 1928 : La symphonie nuptiale (The Wedding March) de Erich von Stroheim : Eberle - the Wine-grower